# 趙仕信
趙仕信（英語：Chiu Shi-shun，1990年1月5日—），出生於香港，信奉基督教。工黨創黨黨員之一，曾任工黨副主席及代理主席。在2013年畢業於香港理工大學社會政策及行政（榮譽）文學士。
曾參選2015年香港區議會選舉，出戰紅磡灣選區，最後得票1740票，以71票輸給另一候選人張仁康。

## 重要工作

### 反對紅磡灣中心改建酒店
2013年12月，紅磡灣中心大業主和黃向城規會申請將紅磡灣中心其中三座，地下至二樓，約3.71萬多方呎的寫字樓，改建為設有86間房間的小型酒店，每個房間平均面積241平方呎。此令紅磡居民擔心社區受到滋擾，人流增多或影響治安和居住環境，影響紅磡灣中心的安全措施、公共設施，如消防、排污等。
2014年1月14日，發起一人一信行動，收集簽名，以向政府反映大家的不滿。
2014年1月尾，協助成立紅磡居民關注組，以跟進改建酒店事宜。
2014年1月26日，召集紅磡灣中心居民於紅磡發起遊行，反對改建成劏房酒店。
2014年2月7日，聯同紅磡灣中心居民到城規會遞交請願信，要求該會否決和黃的申請，其後又到中環長江中心門外請願，促業主撤回有關申請。
2014年3月，和黃最後在居民強烈反對下撤回申請。